# ORP Piast

Emblemat ORP „Piast” z czasu operacji Pustynna Burza

Emblemat ORP „Piast”

ORP „Piast” – polski okręt ratowniczy. Posiada numer taktyczny 281. Jest to pierwszy okręt typu Piast.

## Historia
Okręt został zaprojektowany w Polsce i zbudowany w Stoczni Północnej w Gdańsku. Jest to okręt projektu 570/I, w kodzie NATO: typu „Piast”. Położenie stępki nastąpiło 16 września 1972 roku, został wodowany 28 kwietnia 1973 roku, wszedł do służby 26 stycznia 1974 roku. Głównym zadaniem jednostki jest zabezpieczanie działań polskich okrętów podwodnych i dalekie holowanie. Dodatkową rolą okrętu jest gaszenie pożarów na morzu, ściąganie statków z mielizn, prowadzenie prac podwodnych, poszukiwanie i podnoszenie wraków. Jednym z elementów wyposażenia okrętów jest dzwon nurkowy dla 3 nurków, opuszczany za pomocą ramy na lewej burcie (nie jest to jednak dzwon ratowniczy i nie jest podczepiany do okrętu podwodnego). Podstawową metodą ratowania okrętów podwodnych jest podawanie za pomocą rur sprężonego powietrza.

## Służba
ORP „Piast” wraz drugim bliźniakiem ORP „Lech” wchodził początkowo w skład 41. dywizjonu okrętów ratowniczych od 1991 roku w skład 45. dywizjonu Pomocniczych Jednostek Pływających 3. Flotylli Okrętów w Gdyni, a od 1998(?) roku w skład dywizjonu Pomocniczych Jednostek Pływających Komendy Portu Wojennego Gdynia. Wkrótce po wejściu do służby, między 21 lutego a 18 marca 1974 roku holował do Polski w trudnych sztormowych warunkach uszkodzoną jednostkę rybacką spod Labradoru. Ratował też statki, które utraciły stateczność po oblodzeniu podczas „zimy stulecia” w 1979 roku. W dniach 4–26 maja 1983 roku okręt wziął udział w wielkich ćwiczeniach sił Marynarki Wojennej o kryptonimie Reda-83. ORP „Piast” wraz z ORP „Wodnik” na przełomie 1990 i 1991 roku był częścią polskiego kontyngentu operującego na wodach Zatoki Perskiej w czasie I wojny w Zatoce Perskiej z Irakiem w 1991 roku.
W czerwcu 1993 roku „Piast” jako pierwszy polski okręt wziął udział w międzynarodowych manewrach Baltops na Bałtyku. Dowódcą był wówczas kmdr ppor. Józef Kaczmarski. Po raz drugi „Piast” wziął udział w ćwiczeniach w 1998 roku.

## Modernizacja
Od 1997 do stycznia 1998 roku ORP „Piast” przeszedł generalny remont połączony z modernizacją do projektu 570M. Po remoncie, zewnętrznie odróżniają go od „Lecha” nowo zastosowane cztery duże kotwice na ramach na dziobie i rufie, w celu dokładnego pozycjonowania jednostki oraz krótszy pokład do współpracy ze śmigłowcem (śmigłowiec nie może na nim lądować, jedynie pozostawać w zawisie). Zastosowano nowsze urządzenia sterowe, ze sterami strumieniowymi na dziobie i rufie. Zastosowano na pokładzie dziobowym dźwig o udźwigu 10 ton w miejscu 7-tonowego bomu ładunkowego. Zdemontowano jednak wciągarkę, nie instalując nowej. Stare łodzie pokładowe zastąpiono przez dwie nowe hybrydowe typu SŁR-7500 i ŁR-6. Zmodernizowano dzwon nurkowy. Okręt otrzymał ponadto pojazd do prac podwodnych Achilles francuskiej firmy Comex. Na okręcie zainstalowano system hydrolokacyjny do poszukiwań pod wodą Homar-R (został on zainstalowany jeszcze w latach 90., lecz wówczas jego sondy były ręcznie wystawiane za burtę). Zainstalowano też pomieszczenie dla 10 rozbitków podjętych z wody oraz unowocześniono szpital okrętowy. Znacznie unowocześniono środki nawigacji i łączności.
W kwietniu 2017 roku Inspektorat Uzbrojenia poinformował o wyborze oferty konsorcjum Stoczni Remontowej Nauta oraz Stoczni Marynarki Wojennej na remont okrętu o wartości 63,3 mln złotych.

## Okręty typuPiast
Trzeci okręt z serii Piast zamówiła marynarka NRD, pływał pod nazwą „Otto von Guericke”, w 1991 roku sprzedano go marynarce Urugwaju i do dzisiaj pływa pod nazwą „Vanguardia”.
Okręt tego typu „Andrija Mohorovičić” używany jest też przez Chorwację.

## Dane techniczne
- napęd: 2 silniki wysokoprężne Zgoda-Sulzer(inne języki) 6TD48 o mocy po 1800 KM, 2 śruby
- uzbrojenie:
  - 4 podstawy dla działek przeciwlotniczych kaliber 25 mm 2M-3M (nie zamontowane)
  - 2 podstawy dla poczwórnych wyrzutni pocisków przeciwlotniczych obrony bezpośredniej Strzała-2M (od 1998 r., nie zamontowane)

Wyposażenie ratownicze (stan na 1995 r.)
- dzwon nurkowy, na 3 osoby, do głębokości 100 m
- 3-przedziałowa komora dekompresyjna
- łódź ratunkowa ŁRT-M1S
- łódź robocza L-4.5
- system przeciwpożarowy
  - 3 działka pianowo-wodne
- Inergen (do obrony własnej oraz do podawania na inne jednostki)
  - 2 agregaty pompowe
- system odwadniania
- wyciągarka holownicza

## Zdjęcia

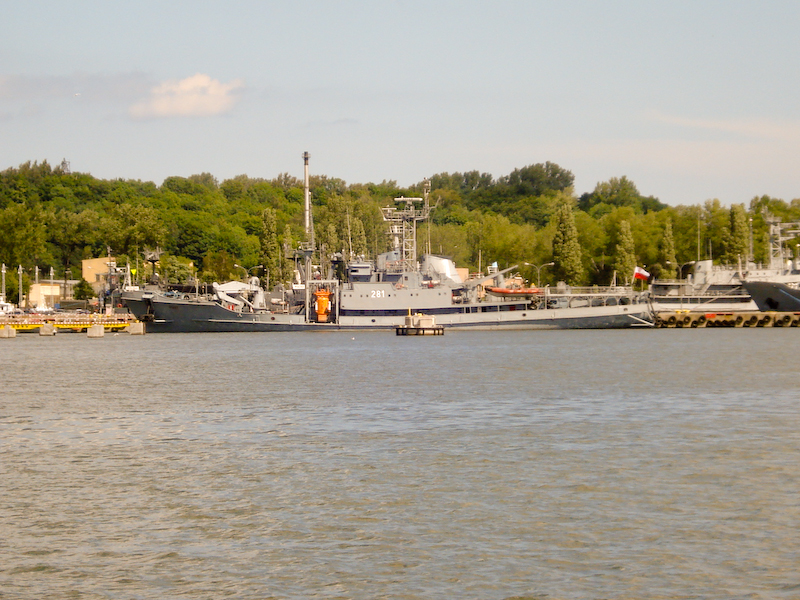
Zdjęcie z portu w Gdyni, lipiec 2008 r.
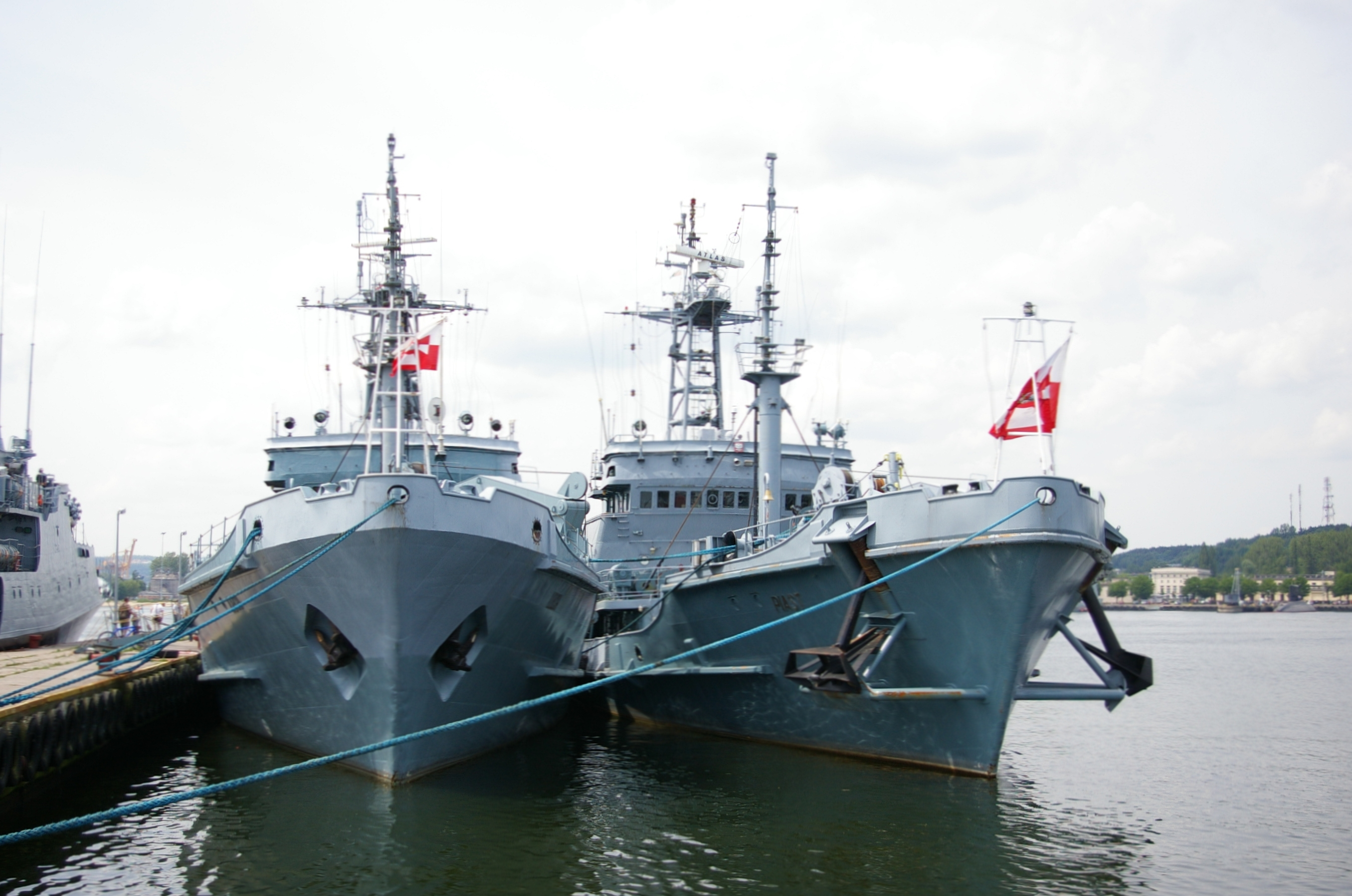
Z bliźniaczym ORP „Lech”.